# Алектиниб
Алектиниб — противоопухолевое средство, ингибитор протеинкиназы. Назначается пациентам с подтверждённой мутацией в гене ALK (опухолевая экспрессия киназы анапластической лимфомы) при местно-распространённом или метастатическом немелкоклеточном раке лёгкого. Используется в 88 странах, включая США, страны Европы, Японию и Китай. Одобрен FDA и EMA в качестве первой линии терапии. В России алектиниб зарегистрирован в октябре 2018 года, включён Минздравом РФ в актуальные клинические рекомендации по лечению злокачественных новообразований бронхов и лёгкого, входит в список Жизненно необходимых и важнейших лекарственных препаратов.

## История

### Эпидемиология
Рак лёгкого (РЛ) — общее название злокачественных новообразований, начинающихся в эпителиальных клетках дыхательных путей и альвеол. В зависимости от гистологической картины, то есть вида опухоли под микроскопом, выделяют два основных вида РЛ: мелкоклеточный (МРЛ) и немелкоклеточный (НМРЛ). Второй наиболее распространённый — на него приходится 80—85 % случаев рака лёгкого. В процессе исследования молекулярно-генетических механизмов и причин развития НМРЛ начали выделять типы опухолей в зависимости от мутаций, которые её вызывают. Самое частое нарушение — мутация гена EGFR (20 % случаев аденокарцином НМРЛ). Второе место занимает повреждение гена ALK — 4—8 % НМРЛ, ежегодно в мире фиксируют около 40 тыс. новых случаев ALK-позитивного НМРЛ. Эта мутация была идентифицирована в 2007 году, чаще всего она наблюдается у пациентов в возрасте около 52 лет, не курящих или мало курящих.
Частым осложнением при раке лёгкого являются метастазы, при этом на новообразования в головном мозге приходится порядка 16—20 % от всех случаев заболевания. При ALK-положительном НМРЛ риск получить метастазы в центральной нервной системе (ЦНС) повышается до 50—60 %.
Мутация ALK чаще всего возникает из-за хромосомной перестройки (транслокации) в коротком плече 2-й хромосомы и вызывает быстрый рост некоторых немелкоклеточных форм РЛ. Нарушение диагностируется с помощью верифицированного молекулярно-генетического метода. В случае мутации ALK наиболее эффективна таргетная терапия: ингибитор протеинкиназы воздействует на рецептор и блокирует его гиперэкспрессию, «заглушая» сигналы к росту.

### Разработка и исследования
Алектиниб начала изучать японская компания Chugai Pharmaceutical, мажоритарной долей которой с 2002 года владеет швейцарская фармкомпания Roche. Агентство Минздрава США Food and Drug Administration (FDA) в декабре 2015 года зарегистрировал препарат «Алеценза» в качестве второй линии лечения для пациентов с ALK-положительным метастатическим НМРЛ, чья болезнь прогрессировала на фоне терапии кризотинибом, в ноябре 2017-го FDA предоставило алектинибу статус первой линии терапии. European Medicines Agency (EMA) одобрило алектиниб в качестве первой линии в декабре 2017 года после выхода открытого исследования III фазы ALEX.
К началу 2021 года было проведено несколько крупных клинических испытаний препарата. Эффективность и безопасность алектиниба наблюдалась более 5 лет. Впервые она была представлена в двух исследованиях I/II фазы NP28673 и NP28761: пациентов, которых до этого лечили кризотинибом с химиотерапией, и их опухоль перестала отвечать на терапию, перевели на алектиниб. Объединённый анализ, опубликованный в 2018 году, показал медиану выживаемости без прогрессирования (мВБП), равную 8,3 месяца. Исследование III фазы ALUR показало преимущество алектиниба перед химиотерапией в качестве второй линии терапии также у пациентов с прогрессированием заболевания на фоне кризотиниба. Медиана ВБП с алектинибом составила 10,9 месяцев, а с химиотерапией (доцетакселом) всего 1,9 месяца.
В 2020-м опубликованы данные рандомизированного открытого исследования III фазы ALEX. В нём участвовало 303 пациента с ALK-положительным НМРЛ IIIB и IV стадии, не получавшие до этого химиотерапию или таргетную терапию кризотинибом. Пациентов рандомизировали поровну: первая группа получала алектиниб с дозировкой 600 мг два раза в день, вторая — кризотиниб 250 мг два раза в день. Оценивалась ВБП — время от момента начала приёма препарата до прогрессирования болезни или до смерти от любой причины. ТакжеВ сравнивались длительность ответа, время до появления метастаз в головном мозге, оценивалась безопасность препаратов. В результате медиана ВБП алектиниба составила 34,8 месяцев по сравнению с 10,9 месяцами кризотиниба. Алектиниб хорошо проникает через гематоэнцефалический барьер, влияет на уже имеющиеся метастазы в головном мозге и снижает риск появления новых (на 84 % лучше кризотиниба). Пятилетняя выживаемость пациентов на алектинибе достигла 62,5 % по сравнению с 45,5 % на кризотинибе.
На 2021 год алектиниб одобрен в 88 странах в качестве первой линии терапии ALK-положительного метастатического НМРЛ, в том числе в США, Европе, Японии и Китае. В России препарат зарегистрирован в октябре 2018 года под торговым наименованием «Алеценза». Входит в список Жизненно необходимых и важнейших лекарственных препаратов.

## Показания к применению
Препарат назначается в качестве монотерапии местно-распространённого или метастатического немелкоклеточного рака лёгкого с опухолевой экспрессией киназы анапластической лимфомы (ALK-положительный НМРЛ). Алектиниб является предпочтительным вариантом терапии для пациентов, у которых впервые диагностирован ALK-положительный НМРЛ. Наличие мутации в гене ALK определяется с помощью валидированных диагностических методов.
В клинических рекомендациях Минздрава РФ от 2021 года написано: «При выявлении транслокации ALK в опухоли в качестве 1-й линии лечения НМРЛ рекомендуется один из трех препаратов: алектиниб, или церитиниб, или кризотиниб. Лечение проводится до клинического прогрессирования или развития непереносимой токсичности. <…> При выявлении мутации ALK назначение алектиниба в 1-й линии лечения позволяет увеличить общую выживаемость в сравнении с кризотинибом». Лечащий врач определяет необходимость корректировать дозу

## Противопоказания
Препарат противопоказан в случаях повышенной чувствительности к алектинибу или другим вспомогательным веществам. Производитель не рекомендует к назначению при беременности или в период грудного вскармливания, а также детям до 18 лет (эффективность и безопасность применения не изучались).
С осторожностью алектиниб назначается при нарушении функции почек тяжелой степени тяжести и в случаях редкой наследственной непереносимости галактозы, врождённой недостаточности лактазы или глюкозо-галактозной мальабсорбции.

## Лекарственная форма и способ применения
Препарат «Aлеценза» выпускается в твёрдых капсулах, содержащих по 150 мг алектиниба. Рекомендуемая суточная доза — 1200 мг, пациент получает терапию два раза за день по 600 мг (четыре капсулы за раз). Капсулы следует принимать перорально одновременно с пищей и проглатывать целиком, открывать или растворять их нельзя. Корпус капсулы от белого до жёлтовато-белого цвета, внутри порошок белого или светло-жёлтого цвета.

## Механизм действия
Алектиниб является мощным высокоселективным ингибитором тирозинкиназы ALK (Anaplastic Lymphoma Kinase) и RET (REarranged during Transfection). Рецептор ALK участвует в передаче сигналов в клетке, он активно экспрессируется в эмбриональный период человека, регулируя рост и развитие нервных клеток. Когда рецептор ALK связывается с лигандом-фактором роста (медкином или плейотрофином), запускается каскад внутриклеточных реакций, что приводит к делению и дифференцировке клетки. У взрослого человека ALK почти не активен и отсутствует в клетках дыхательных путей и лёгких. ALK изначально является протоонкогеном из-за онкологического потенциала, а мутация делает его онкогеном. Чаще всего причиной является хромосомная перестройка (транслокация) в коротком плече 2-й хромосомы, когда участки ДНК меняются местами. Сменивший локацию участок ДНК (обычно это EML4), пристроившийся к ALK, запускает его экспрессию. В процессе образуется патологический химерный рецептор ALK, который уже не нуждается в связывании с лигандом, без него постоянно активен и посылает сигналы к росту и размножению клетки, что приводит к развитию онкологического заболевания.
Препарат алектиниб связывается с рецептором ALK и блокирует его активность. Опухолевая клетка перестаёт расти и делиться и постепенно приходит к апоптозу. В исследованиях in vitro и in vivo алектиниб проявил чувствительность к мутантным формам рецептора ALK, вызывающим резистентность к кризотинибу. Также алектиниб обладает способностью проникать в ЦНС и задерживаться в ней, что позволяет препарату поступать в головной мозг и влиять на внутричерепные опухоли, уменьшая их или добиваясь полного ответа.
Алектиниб действует одинаково у мужчин и женщин. Препарат не исследовался на пациентах моложе 18 лет, также большинство пациентов в клинических исследованиях были моложе 65 лет, но анализ применения препарата показывает, что пожилой возраст не меняет работу алектиниба.
Основным путём выведения алектиниба является метаболизм в печени. У пациентов с нарушением функции печени возможно увеличение концентрации алектиниба и/или его метаболита М4 в плазме крови. Препарат лишь незначительно выводится почками (<0.2 % дозы), поэтому нет противопоказаний для пациентов с нарушениями почечной функции лёгкой и средней степени тяжести. Пациентам с тяжёлой печёночной недостаточностью препарат назначается без корректировки дозы, но с осторожностью, потому что исследования не проводились.

## Побочные эффекты
Алектиниб обычно хорошо переносится пациентами, но может вызывать запоры и миалгии. Общие побочные эффекты ингибиторов ALK (альтернативных препаратов) включают тошноту и рвоту, понос, запор, усталость и изменения зрения. В случаях терапии алектинибом отмечены следующие нежелательные реакции:
- Наиболее частые (≥20 % пациентов): запор (36 %); отёки (34 %, включая периферический, генерализованный, отёк век и периорбитальный отёк); миалгия (31 %, включая миалгию и скелетно-мышечную боль); тошнота (22 %); повышение концентрации билирубина (21 %, включая повышение концентрации билирубина в крови, гипербилирубинемию и повышение концентрации конъюгированного билирубина); анемия (20 %, включая анемию и снижение уровня гемоглобина) и сыпь (20 %, включая сыпь, макуло-папулезную сыпь, акнеформный дерматит, эритему, генерализованную сыпь, папулезную сыпь, зудящую сыпь и макулярную сыпь).

- Реже встречались (≥10 %) нарушения со стороны крови и лимфатической системы (анемия), со стороны органа зрения (расстройства зрения), со стороны сердца (брадикардия), со стороны желудочно-кишечного тракта (повышение концентрации билирубина, повышение активности АСТ и АЛТ), со стороны кожи и подкожных тканей (сыпь), со стороны скелетно-мышечной и соединительной ткани (миалгия, повышение активности КФК в крови), общие расстройства и нарушения в месте введения (отёки).
- Серьёзные реакции 3 степени тяжести (≥1 %) включали гепатотоксичность (повышение активности АСТ и АЛТ у 2,8 % и 3,2 % пациентов соответственно); повышение концентрации общего билирубина (3,2 %); брадикардия (7,9 %); тяжелая миалгия и повышение активности КФК (1,2 % и 5 % пациентов соответственно).

## Беременность и кормление
Клинические исследования у беременных или кормящих женщин не проводились. Однако в исследованиях на животных алектиниб оказывал повреждающее воздействие на плод, поэтому пациентки или половые партнёрши пациентов должны использовать высокоэффективные методы контрацепции во время терапии и не менее 3 месяцев после приёма последней дозы. Также пациенткам следует воздержаться от грудного вскармливания на фоне терапии, чтобы исключить риск накопления препарата у грудных детей, учитывая период полувыведения алектиниба из организма и тот факт, что большинство препаратов проникает в грудное молоко (хотя алектиниб более чем на 99 % связан с белками плазмы — его содержание в молоке теоретически должно быть низким).